# قارچ‌های لب‌برگشته
قارچ‌های لب‌برگشته (نام علمی: Entolomataceae) نام یک تیره از راسته قارچ‌های تیغک‌دار است.